# Theridion californicum
Theridion californicum là một loài nhện trong họ Theridiidae.
Loài này thuộc chi Theridion. Theridion californicum được Richard C. Banks miêu tả năm 1904.